# Pristimantis kichwarum
Pristimantis kichwarum es una especie de anfibio anuro de la familia de ranas Craugastoridae. Es endémica del este de Ecuador, más concretamente de las provincias de Napo, Sucumbíos y Orellana Su nombre científico es en honor a los pueblos quichuas.
Es una rana pequeña, de entre 10 y 30 mm, siendo más grandes los machos que las hembras. Es más o menos tan larga como ancha. Es una especie bastante variable, sus rasgos más característicos son unas marcas en relieve en forma de "W" negra en el dorso y una banda cantal que va del hocico al ojo. El vientre suele ser pálido. El tímpano es visible. Es fácilmente confundible con otras especies de su género, especialmente con Pristimantis ockendeni, y con las especies que estaban dentro del complejo de especies de P. ockendeni; P. achuar y P. altamnis'.
Aunque su distribución exacta no está del todo definida, no se cree que sea mucho mayor ya que hay varias especies vicariantes en las zonas aledañas: al oeste se da  Pristimantis altamnis, al sur Pristimantis achuar, y al norte posiblemente exista una especie que todavía no ha sido descrita.  
Habita en bosques tropicales lluviosos de tierras bajas. Es una especie común, generalista, por lo que aparece tanto en bosque primario como en bosque secundario.